# Near-Earth Asteroid Scout
Near-Earth Asteroid Scout (NEA Scout) är ett planerat uppdrag av NASA för att utveckla en kontrollerbar lågkostnad kubsatellit solsegelrymdfarkost som kan möta jordnära asteroider (NEA). NEA Scout kommer att vara en av 10 CubeSats som ska skickas med Artemis 1-uppdraget in i en heliocentrisk bana i det sk. "cis-lunar space" med Space Launch System (SLS) som har en planerad uppskjutning år 2022. Det mest troliga målet för uppdraget är 1991 VG, men detta kan ändras beroende på uppskjutningsdatum eller andra faktorer. Efter utplacering i "cis-lunarrymden" kommer NEA Scout att utföra en serie månflygningar för att uppnå optimal kurs innan den påbörjar sin två år långa kryssning.